# Igor Jesus
Igor Jesus Maciel da Cruz (Cuiabá, 25 februari 2001) is een Braziliaans voetballer die als centrumspits speelt. In juli 2025 verruilde hij Botafogo FR voor Nottingham Forest. Jesus maakte in 2024 zijn debuut in het Braziliaans elftal.

## Clubcarrière
Na de hele jeugdopleiding bij Coritiba FC te hebben doorgelopen maakte Jesus er 21 mei 2019 zijn debuut in de Campeonato Brasileiro Série B. Dit gebeurde in een wedstrijd tegen Club de Regatas en werd met 1-0 verloren.
Coritiba eindigde dat seizoen derde in de Série B en promoveerde dus naar de Campeonato Brasileiro Série A.
In oktober 2020 telde Shabab Al-Ahli Club uit de Verenigde Arabische Emiraten € 2.000.000- voor hem neer.
Op 11 november 2020 maakte Jesus zijn allereerste hattrick. Dit deed hij in een wedstrijd tegen Hatta Club, hij maakte alle drie de doelpunten in een 3-0 overwinning.
In 2024 keerde Jesus terug naar Brazilië. Hij tekende bij Botafogo.

## Interlandcarrière
Op 10 oktober 2024 maakte Jesus zijn debuut en tevens eerste doelpunt voor Brazilië, in een WK-kwalificatiewedstrijd tegen Chili.
4 Morato ·
5 Murillo ·
6 Sangaré ·
7 Williams ·
8 Anderson ·
9 Awoniyi ·
10 Gibbs-White ·
11 Wood ·
12 Omobamidele ·
14 Hudson-Odoi ·
15 Toffolo ·
16 Domínguez ·
17 Moreira ·
18 Ward-Prowse ·
19 Moreno ·
21 Silva ·
21 Elanga ·
22 Yates  ·
24 Sosa ·
25 Dennis ·
26 Sels ·
28 Danilo ·
30 Boly ·
31 Milenković ·
32 O'Brien ·
33 Miguel ·
34 Aina ·
Coach: Nuno
· Assistent-coach: Reid